# Arzama pleostigma
Arzama pleostigma là một loài bướm đêm trong họ Noctuidae.